# Laniarius fuelleborni
El bubú de Fülleborn (Laniarius fuelleborni) es una especie de ave paseriforme de la familia Malaconotidae endémica de las montañas de África Oriental.
Su nombre conmemora al médico alemán Friedrich Fülleborn.

## Subespecies
Existen dos subespecies reconocidas:
- Laniarius usambaricus fuelleborni - habita en las montañas del noreste y centro-este de Tanzania
- Laniarius fuelleborni fuelleborni - habita en el sur de Tanzania, el norte de Malawi y el este de Zambia

## Distribución
Se lo encuentra en Malawi, Tanzania, y Zambia.